# Hybrálec
Hybrálec település Csehországban, a Jihlavai járásban. Hybrálec Smrčná, Bílý Kámen, Jihlava és Plandry településekkel határos. Lakosainak száma 489 fő (2024. január 1.).

## Népesség
A település lakosságának változását az alábbi diagram mutatja:
| Lakosok száma | 594  | 595  | 665  | 400  | 327  | 361  | 450  | 461  | 493  | 489  |
|               | 1869 | 1890 | 1921 | 1950 | 1980 | 2001 | 2017 | 2019 | 2022 | 2024 |